# Diwanus
Diwanus (également Diwan, Diwane) est l'ancien chef (capitaneus) des Bartiens, l'un des clans prussiens, lors du grand soulèvement prussien (1260-1274) contre les chevaliers teutoniques. Il fut fils de Kleckis (vieux prussien : « ours ») et est donc parfois désigné par un surnom dérivé du mot « ours ».

## Biographie
Sa première grande victoire est survenue lorsque Schippenbeil est tombé en 1263 après presque trois ans de siège. Vingt chevaliers et leurs hommes sortirent pour combattre les forces conjointes des Bartiens et des Sudoviens dans une bataille ouverte. Cependant, les païens ont bloqué les voies d'évacuation et tous les Teutons ont été tués. En termes de chevaliers tués, c'était l'une des dix principales pertes des chevaliers teutoniques au XIIIe siècle. La garnison de Schippenbeil s'est retrouvée avec trop peu de soldats et de ravitaillement pour résister au siège et s'est échappée par la Galinde jusqu'en Mazovie. Diwanus s'attendait à ce que les fugitifs prennent une route plus courte vers le nord jusqu'à Balga ou Königsberg, donc les chevaliers avaient une longueur d'avance. Diwanus apprit bientôt le véritable itinéraire et, avec une poignée de ses meilleurs hommes, se dépêcha de poursuivre les fugitifs. Lors d'une charge sur les évadés, les Bartiens a tué trois chevaliers, mais Diwanus a été grièvement blessé.
Depuis que tous les grands châteaux teutoniques de Bartie sont tombés, les Bartiens n'ont pas eu besoin de protéger leur terre des attaques potentielles des bastions teutoniques. Ils étaient libres d'envoyer des hommes pour aider d'autres clans prussiens. Diwanus et ses hommes faisaient des expéditions mineures en Pogesania et la région de Chełmno. En 1271, une grande campagne fut organisée avec le chef pogésanien Linko. L'infanterie bartienne et les Pogésaniens assiégèrent un château frontalier, mais furent repoussés par les chevaliers de Christburg. Les Prussiens, qui parviennent à s'échapper, rejoignent leur cavalerie tandis que les chevaliers installent leur camp sur la rive opposée de la rivière Dzierzgoń, bloquant la route du retour. Lorsque les chrétiens se retirèrent pour la nuit, une moitié de l'armée prussienne traversa la rivière au loin, afin d'attaquer les chevaliers par derrière, tandis que l'autre moitié chargea directement à travers la rivière. Les chevaliers étaient encerclés.  La bataille de Paganstin a vu douze chevaliers et 500 hommes tués. Les Prussiens ont immédiatement attaqué Christburg et l'ont presque capturé. Les Prussiens pillaient encore les environs lorsque la cavalerie d'Elbing arriva. De nombreux fantassins prussiens périrent tandis que la cavalerie s'échappait. Malgré ces pertes, Diwanus fut bientôt de retour et bloqua les routes menant à Christburg dans l'espoir d'affamer le château. Trois fois, les chevaliers ont tenté d'envoyer des fournitures au château via la rivière Dzierzgoń, et à chaque fois les navires ont été interceptés par les Bartiens. Cependant, Christburg a refusé de se rendre. 
En 1273, Diwanus a amené 800 hommes pour un siège sur Schönsee. Le petit avant-poste n'avait que trois chevaliers et une poignée de sergents. Diwanus a essayé de les persuader de se rendre, mais ils ont refusé et ont essayé de cacher leur véritable force en habillant chaque soldat en noble chevalier. Lorsque les Bartians ont attaqué, le frère Arnold a tiré et tué Diwanus. Les Bartiens, laissés sans chef, rentrèrent chez eux. Ils se sont retirés du soulèvement et, en l'espace d'un an, la guerre était perdue.